# The Globe and Mail
The Globe and Mail je kanadský deník. Vznikl v roce 1936 poté, co byly sloučeny deníky The Globe a The Mail and Empire (ústřední osobou v tomto činu byl George McCullagh). McCullagh působil na pozici hlavního editora až do roku 1952. Hlavním místem, kde je publikován, je město Toronto; vychází také ale v několika dalších městech. V různých obdobích pro časopis psali například Michael Ignatieff či Naomi Kleinová.